# Dawn (jornal)
Dawn (lit.  "alvorecer") é um jornal paquistanês em língua inglesa que foi lançado na Índia britânica por Muhammad Ali Jinnah em 1941. É o maior jornal em inglês do Paquistão e é amplamente considerado o jornal de referência do país. Dawn é a publicação principal do Dawn Media Group, que também possui a estação de rádio local CityFM89, bem como a revista de marketing e mídia Aurora.
Muhammad Ali Jinnah, o pai fundador do Paquistão, lançou o jornal em Deli em 26 de outubro de 1941, com o objetivo de se estabelecer como porta-voz da Liga Muçulmana. A primeira edição foi impressa pela Latifi Press em 12 de outubro de 1942. Com sede em Carachi, também mantém escritórios em Laore, Pexauar, Quetta e na capital Islamabade, além de ter correspondentes no exterior. Em 2010, sua circulação diária era de mais de 109.000 exemplares. O atual editor-chefe do jornal é Zaffar Abbas [en].

## História
O Dawn começou como uma publicação semanal, sediada em Nova Deli. Sob a orientação de Jinnah, tornou-se o órgão oficial da Liga Muçulmana em Deli e a única voz da Liga Muçulmana em língua inglesa, refletindo e defendendo a causa da criação do Paquistão. Jinnah resumiu o propósito do jornal nestas palavras:

"O Dawn refletirá fielmente as visões dos muçulmanos do Hindustão e da Liga Muçulmana em todas as suas atividades: econômicas, educacionais e sociais e, mais particularmente, políticas, por todo o país, sem medo e de forma independente, e embora sua política seja, sem dúvida, principalmente defender e defender a causa dos muçulmanos e a política e o programa da Liga Muçulmana, não negligenciará a causa e o bem-estar dos povos deste subcontinente em geral."
O Dawn tornou-se um jornal diário em outubro de 1944, sob a liderança de seu editor, Pothan Joseph, que posteriormente renunciou em 1944 para assumir o cargo de principal oficial de informação do governo, em parte devido a divergências com Jinnah sobre o Movimento pelo Paquistão. Ele foi sucedido por Altaf Husain, que galvanizou os muçulmanos da Índia pela independência com seus editoriais, o que lhe rendeu a ira do Partido do Congresso e de Lord Mountbatten, o último vice-rei e governador-geral do Raj britânico, ambos os quais desejavam uma Índia unida.
Em 1947, devido à Partição da Índia, a equipe sênior do Dawn, liderada por Altaf Husain, mudou-se para Carachi, o que levou esta cidade a se tornar a sede do jornal.
Em 1950, por um breve período, os proprietários descontinuaram o Dawn devido a questões de propriedade e o reiniciaram como Herald.

## Posição editorial
A posição editorial do Dawn variou ao longo do tempo, influenciada por seus editores e pelo contexto político vigente. Altaf Husain, o segundo editor do Dawn, era conhecido por seus editoriais de confronto que frequentemente desafiavam as políticas governamentais, mantendo a independência editorial do jornal apesar das pressões financeiras de boicotes publicitários. Ele apoiava firmemente a Liga Muçulmana do Paquistão e criticava governos que não se alinhavam a ela. As visões de política externa de Husain favoreciam uma aliança militar com os Estados Unidos, mudando apenas quando as circunstâncias geopolíticas o levaram a apoiar laços com a China, independentemente de seu regime comunista.
Após a gestão de Husain, o jornal passou por uma rápida sucessão de editores, cada um introduzindo suas próprias políticas editoriais. Jamil Ansari, por exemplo, alinhou-se estreitamente com o governo de Ayub Khan, exercendo cautela em decisões editoriais para evitar ofender o governo. Em contraste, a breve gestão de Yusuf Haroon foi marcada por uma abordagem conservadora em relação ao conteúdo e ao layout, visando preservar a independência do jornal da influência estatal. Altaf Gauhar, sucessor de Yusuf Haroon, notavelmente deixou de ser um arquiteto de leis restritivas de imprensa para se tornar um defensor da liberdade de expressão, criticando as políticas governamentais por meio de seus editoriais. Seu sucessor, Mazhar Ali Khan, trouxe uma postura progressista ao jornal, com foco no jornalismo profissional e na crítica fundamentada às políticas governamentais.
Ahmad Ali Khan, o editor mais antigo do Dawn, estabilizou a direção editorial do jornal, combinando uma perspectiva progressista com uma navegação cautelosa no ambiente político restritivo de Muhammad Zia-ul-Haq. Apesar das restrições, o jornal conseguiu criticar sutilmente as políticas do regime, especialmente aquelas que contradiziam os princípios da democracia e das liberdades civis.
O período seguinte à gestão de Khan viu editores como Saleem Asmi, Tahir Mirza e Abbas Nasir, cada um contribuindo para o desenvolvimento do Dawn de suas próprias maneiras únicas. Asmi expandiu a cobertura do jornal para incluir as artes e lançou novas edições. Nasir adaptou o jornal à era digital, aprimorando sua presença online e enfatizando a necessidade de jornalismo investigativo e uma gama diversificada de colaboradores de artigos de opinião.